# Croisette (Pas-de-Calais)
Croisette é uma comuna francesa na região administrativa de Altos da França, no departamento de Pas-de-Calais. Estende-se por uma área de 7,64 km². Em 2010 a comuna tinha 281 habitantes (densidade: 36,8 hab./km²).